# Bob Latta

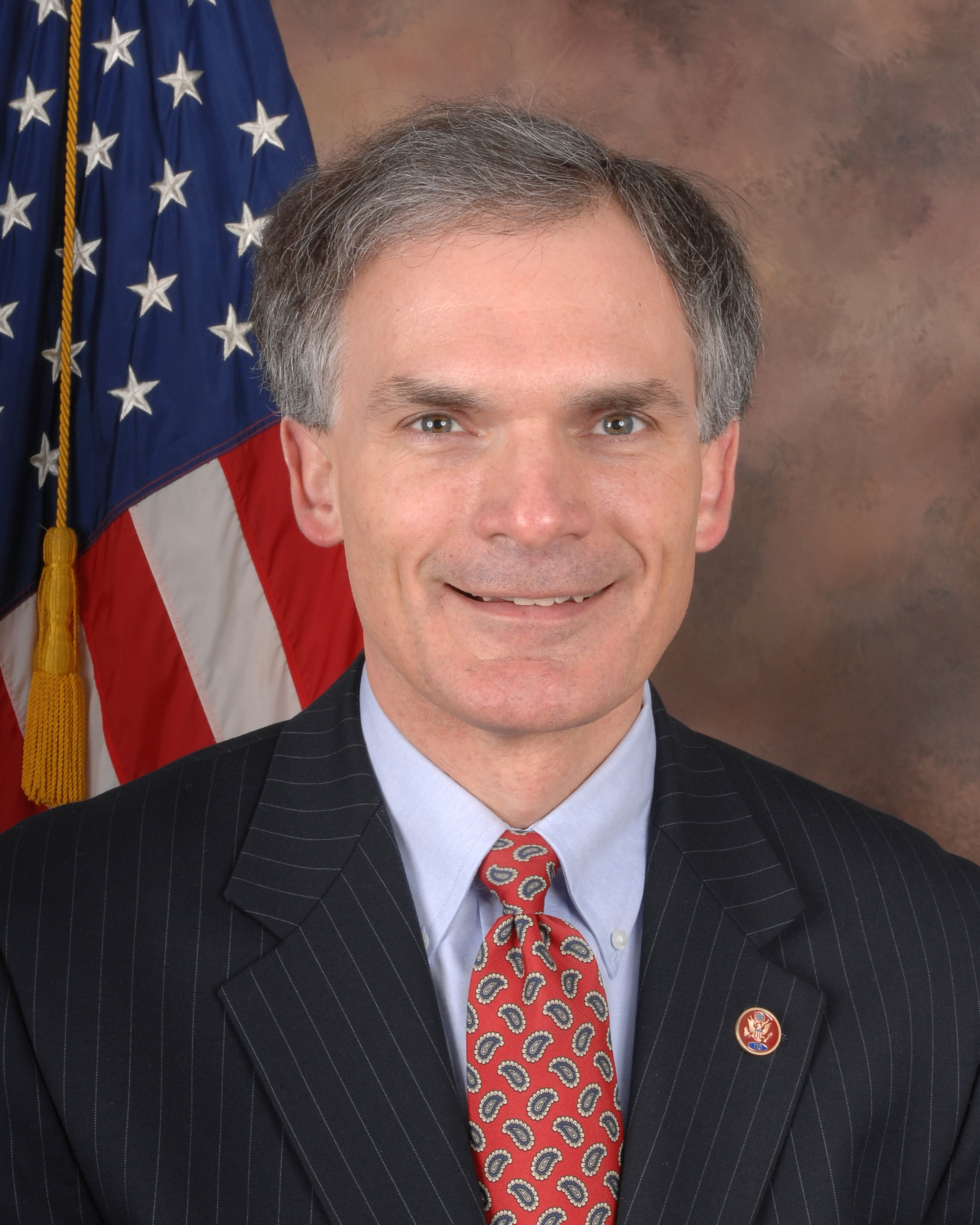
Bob Latta

Robert Edward „Bob“ Latta (* 18. April 1956 in Bluffton, Ohio) ist ein US-amerikanischer Politiker der Republikanischen Partei. Seit 2007 ist er Mitglied des Repräsentantenhauses der Vereinigten Staaten für den 5. Kongressdistrikt des Bundesstaates Ohio.

## Leben
Bob Latta ist der Sohn des ehemaligen Kongressabgeordneten Del Latta. Sein Vater vertrat von 1959 bis 1989 denselben Distrikt wie sein Sohn heute. Bob Latta wurde in Bluffton geboren. 1978 erhielt er seinen Bachelor of Arts an der Bowling Green State University. Den Juris Doctor bekam er 1981 nach einem Studium an der University of Toledo. Bevor Latta in die Politik ging, war er als Rechtsanwalt tätig. Von 1991 bis 1997 war er Vertreter im Rat des Wood County. Daraufhin wurde er für rund 4 Jahre in den Senat von Ohio gewählt. Im Repräsentantenhaus von Ohio vertrat er darauf folgend bis zur Wahl ins US-Repräsentantenhaus den 6. Distrikt.
Im Jahr 2007 wurde Latta in einer Nachwahl zum Nachfolger des Verstorbenen Paul Gillmor ins Repräsentantenhaus gewählt. Er trat sein neues Mandat am 11. Dezember 2007 an. Er konnte alle folgenden neun Wahlen zwischen 2008 und 2024 gewinnen. Seine aktuelle Legislaturperiode im Repräsentantenhaus des 119. Kongresses läuft noch bis zum 3. Januar 2027. Er ist bzw. war Mitglied im Committee on Energy and Commerce und in drei von dessen Unterausschüssen. Außerdem gehört er noch vier Congressional Caucuses an.
Der gläubige Katholik lebt mit seiner Frau Marcia und seinen beiden Kindern in Bowling Green.